# Mistrovství světa v plavání na otevřené vodě 2006
X. mistrovství světa v plavání na otevřené vodě za rok 2006 proběhlo v Neapoli, Itálie ve dnech 29. srpna až 3. září 2006.

## Česká stopa
Česko reprezentovali 2 závodníci.
V závodě na 5 km žen startovalo 27 závodnic – Jana Pechanová (*1981) z KPSP Kometa Brno obsadila 5. místo. V plaveckém maratonu na 10 km žen startovalo 28 závodnic — Jana Pechanová (*1981) z KPSP Kometa Brno obsadila 6. místo.
V závodě na 5 km mužů startovalo 27 závodníků – Rostislav Vítek (*1976) z KPSP Kometa Brno do závodu nenastoupil. V plaveckém maratonu na 10 km mužů startovalo 37 závodníků – Rostislav Vítek (*1976) z KPSP Kometa Brno závod vzdal. V závodě na 25 km mužů startovalo 20 závodníků – Rostislav Vítek (*1976) z KPSP Kometa Brno obsadil 9. místo.

## Výsledky
| Muži                      | Zlato                      | Zlato     | Stříbro                  | Stříbro   | Bronz                     | Bronz     |
| ------------------------- | -------------------------- | --------- | ------------------------ | --------- | ------------------------- | --------- |
| 5 km                      | Thomas Lurz (GER)          | 1:04:32,3 | Charles Peterson (USA)   | 1:04:32,7 | Simone Ercoli (ITA)       | 1:04:35,9 |
| plavecký maraton na 10 km | Thomas Lurz (GER)          | 2:10:39,4 | Valerio Cleri (ITA)      | 2:10:40,5 | Jevgenij Dratcev (RUS)    | 2:10:40,7 |
| 25 km                     | Joshua Santacaterina (AUS) | 5:47:34,1 | Jurij Kudinov (RUS)      | 5:48:56,9 | Petar Stojčev (BUL)       | 5:49:00,2 |
| Ženy                      | Zlato                      | Zlato     | Stříbro                  | Stříbro   | Bronz                     | Bronz     |
| 5 km                      | Larisa Ilčenková (RUS)     | 1:08:19,7 | Poliana Okimotová (BRA)  | 1:08:27,6 | Britta Coresteinová (GER) | 1:08:46,3 |
| plavecký maraton na 10 km | Larisa Ilčenková (RUS)     | 2:19:49,9 | Poliana Okimotová (BRA)  | 2:19:59,3 | Xenija Popovová (RUS)     | 2:19:59,8 |
| 25 km                     | Angela Maurerová (GER)     | 6:22:46,9 | Natalija Pankinová (RUS) | 6:22:47,8 | Xenija Popovová (RUS)     | 6:22:51,3 |

## Medailová bilance
V plavání na otevřené vodě se rozdělily celkem 6 sad medailí.
| Pořadí | Stát            |       | Muži    | Muži  | Muži  |         | Ženy  | Ženy  | Ženy    |       | Muži + Ženy | Muži + Ženy | Muži + Ženy | Celkem |
| Pořadí | Stát            | Zlato | Stříbro | Bronz | Zlato | Stříbro | Bronz | Zlato | Stříbro | Bronz |             |             |             | Celkem |
| ------ | --------------- | ----- | ------- | ----- | ----- | ------- | ----- | ----- | ------- | ----- | ----------- | ----------- | ----------- | ------ |
| 1.     | Německo (GER)   |       | 2       | 0     | 0     |         | 1     | 0     | 1       |       | 3           | 0           | 1           | 4      |
| 2.     | Rusko (RUS)     |       | 0       | 1     | 1     |         | 2     | 1     | 2       |       | 2           | 2           | 3           | 7      |
| 3.     | Austrálie (AUS) |       | 1       | 0     | 0     |         | 0     | 0     | 0       |       | 1           | 0           | 0           | 1      |
| 4.     | Brazílie (BRA)  |       | 0       | 0     | 0     |         | 0     | 2     | 0       |       | 0           | 2           | 0           | 2      |
| 5.     | Itálie (ITA)    |       | 0       | 1     | 1     |         | 0     | 0     | 0       |       | 0           | 1           | 1           | 2      |
| 6.     | USA (USA)       |       | 0       | 1     | 0     |         | 0     | 0     | 0       |       | 0           | 1           | 0           | 1      |
| 7.     | Bulharsko (BUL) |       | 0       | 0     | 1     |         | 0     | 0     | 0       |       | 0           | 0           | 1           | 1      |
| Celkem | Celkem          |       | 3       | 3     | 3     |         | 3     | 3     | 3       |       | 6           | 6           | 6           | 18     |